# Bwlchgwyn
Bwlchgwyn är en by i Wrexham i Wales. Byn är belägen 177,2 km 
från Cardiff. Orten har 826 invånare (2016).